# Terraube
Terraube (Terrauba en occitan) est une commune française située dans le département du Gers, en région Occitanie. Sur le plan historique et culturel, la commune est dans la Lomagne, une ancienne circonscription de la province de Gascogne ayant titre de vicomté, surnommée « Toscane française ».
Exposée à un climat océanique altéré, elle est drainée par l'Auchie, le ruisseau de Lauze, le ruisseau Beudie et par divers autres petits cours d'eau. La commune possède un patrimoine naturel remarquable composé d'une zone naturelle d'intérêt écologique, faunistique et floristique.
Terraube est une commune rurale qui compte 361 habitants en 2022, après avoir connu un pic de population de 1 200 habitants en 1793.  Elle fait partie de l'aire d'attraction de Lectoure. Ses habitants sont appelés les Terraubois ou  Terrauboises.
Le patrimoine architectural de la commune comprend un immeuble protégé au titre des monuments historiques : le château, inscrit en 1988 et classé en 1988.

## Géographie

### Localisation
Terraube est une commune située en Gascogne sur l'Auchie, Terraube est une petite ville fortifiée, bâtie sur un plateau allongé en Lomagne. Du fait de la contrainte du terrain, elle est tout en longueur avec deux anciennes portes de ville. Elle est située à 9 km à l'ouest de Lectoure.

### Communes limitrophes
Terraube est limitrophe de six autres communes.
Les communes limitrophes sont  Blaziert, Lamothe-Goas, Lectoure, Marsolan, Mas-d'Auvignon et Pauilhac.
|                | Marsolan     | Lectoure |
| Blaziert       | Terraube     | Pauilhac |
| Mas-d'Auvignon | Lamothe-Goas |          |

### Géologie et relief
La superficie de la commune est de 2 514 hectares ; son altitude varie de 85  à   227 mètres.
Terraube se situe en zone de sismicité 1 (sismicité très faible).

### Hydrographie

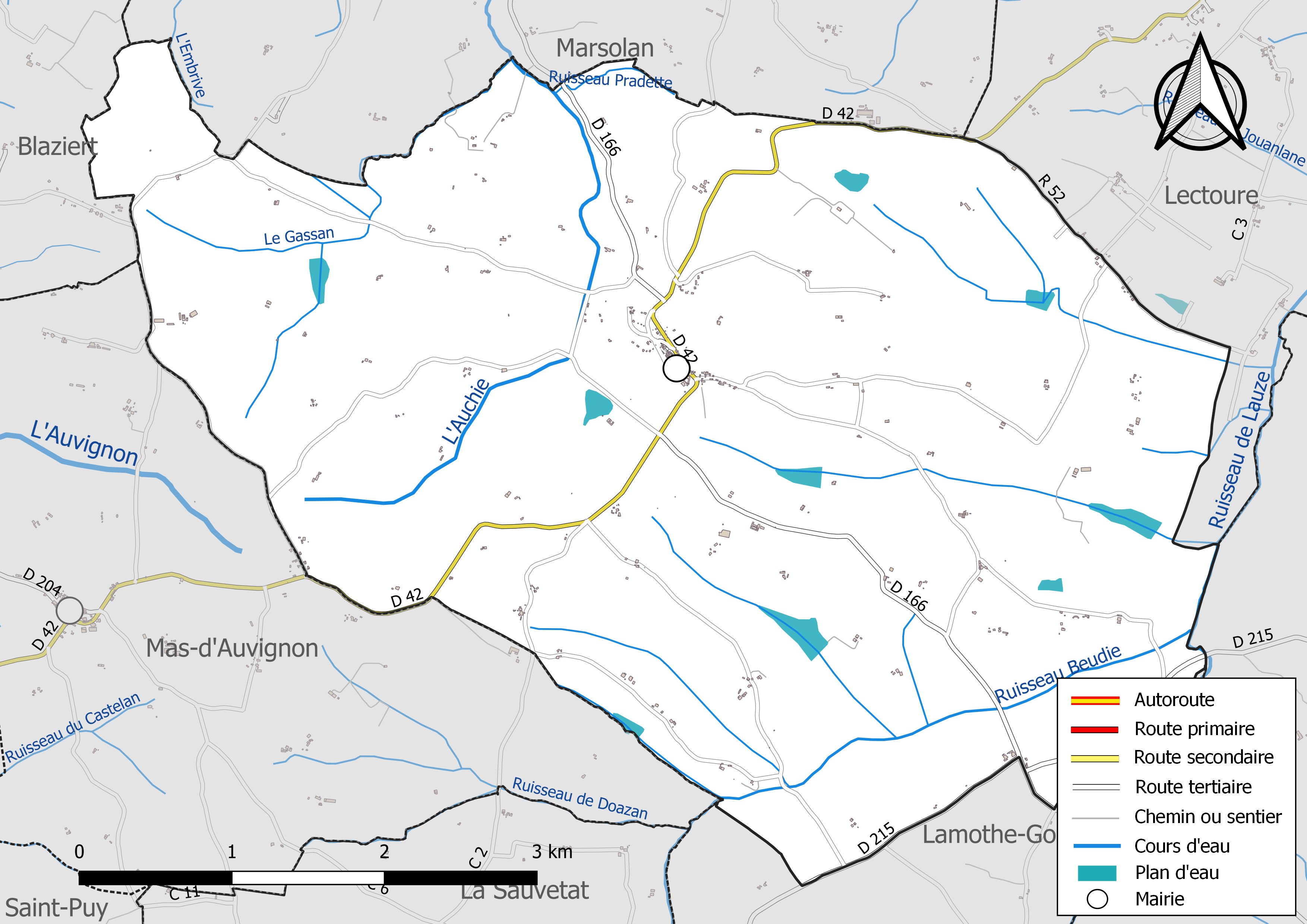
Réseaux hydrographique et routier de Terraube.

La commune est dans le bassin de la Garonne, au sein du bassin hydrographique Adour-Garonne. Elle est drainée par l'Auchie, le ruisseau de Lauze, le ruisseau Beudie, le Gassan, l'Embrive, le ruisseau Pradette, et par divers petits cours d'eau, qui constituent un réseau hydrographique de 27 km de longueur totale,.
L'Auchie, d'une longueur totale de 15,7 km, prend sa source dans la commune de Terraube et s'écoule vers le nord. Il traverse la commune et se jette dans le Gers à Saint-Martin-de-Goyne, après avoir traversé 7 communes.
Le ruisseau de Lauze, d'une longueur totale de 16,3 km, prend sa source dans la commune de La Sauvetat et s'écoule du sud-ouest vers le nord-est. Il traverse la commune et se jette dans le Gers à Lectoure, après avoir traversé 7 communes.

### Climat
Pour des articles plus généraux, voir Climat de l'Occitanie et Climat du Gers.
En 2010, le climat de la commune est de type climat du Bassin du Sud-Ouest, selon une étude s'appuyant sur une série de données couvrant la période 1971-2000. En 2020, Météo-France publie une typologie des climats de la France métropolitaine dans laquelle la commune est exposée à un climat océanique altéré et est dans la région climatique Aquitaine, Gascogne, caractérisée par une pluviométrie abondante au printemps, modérée en automne, un faible ensoleillement au printemps, un été chaud (19,5 °C), des vents faibles, des brouillards fréquents en automne et en hiver et des orages fréquents en été (15 à 20 jours).
Pour la période 1971-2000, la température annuelle moyenne est de 13,2 °C, avec une amplitude thermique annuelle de 15,9 °C. Le cumul annuel moyen de précipitations est de 743 mm, avec 10,4 jours de précipitations en janvier et 6,3 jours en juillet. Pour la période 1991-2020, la température moyenne annuelle observée sur la station météorologique la plus proche, située sur la commune de Beaucaire à 15 km à vol d'oiseau, est de 13,8 °C et le cumul annuel moyen de précipitations est de 775,9 mm,. Pour l'avenir, les paramètres climatiques de la commune estimés pour 2050 selon différents scénarios d'émission de gaz à effet de serre sont consultables sur un site dédié publié par Météo-France en novembre 2022.

### Milieux naturels et biodiversité

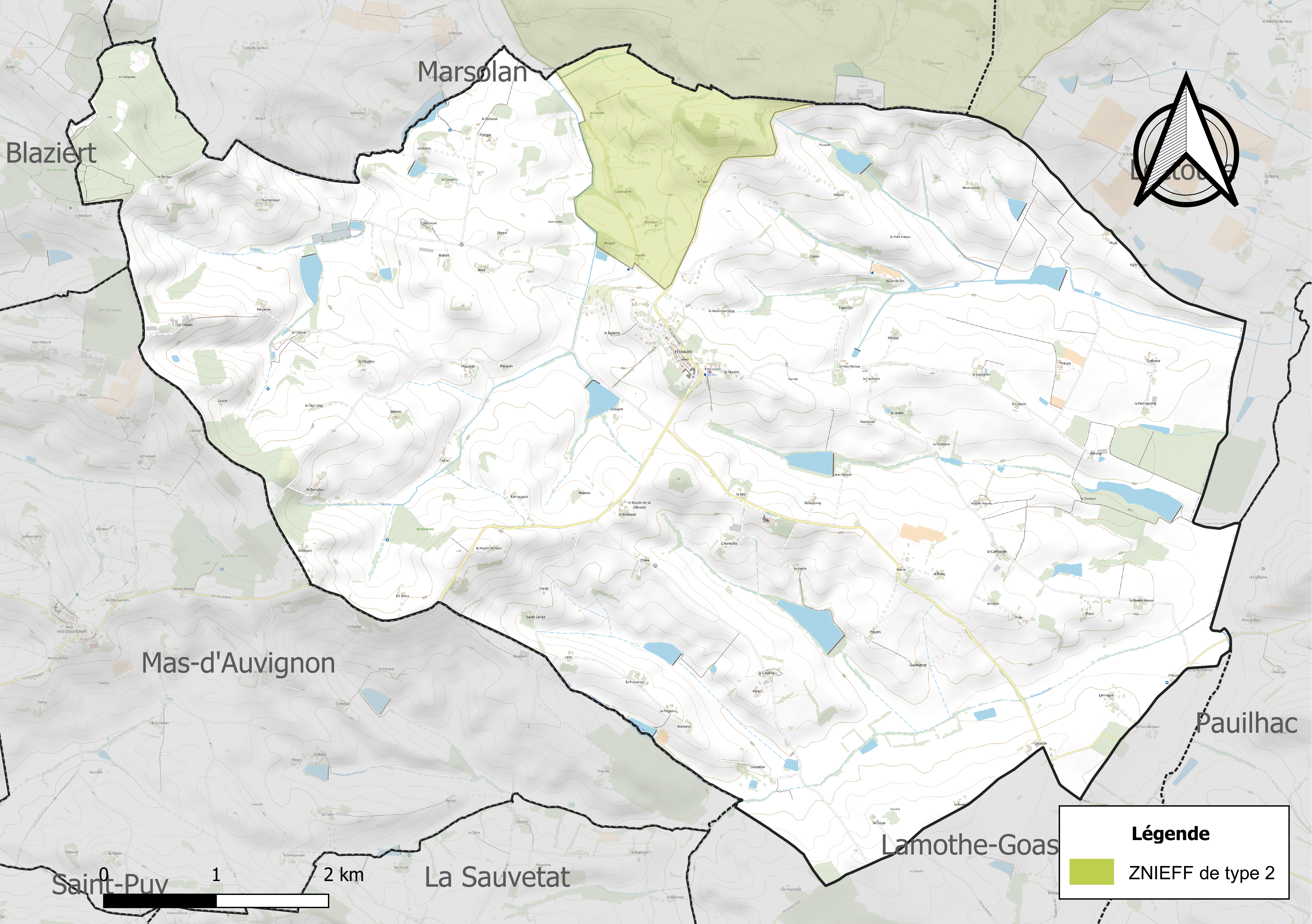
Carte de la ZNIEFF de type 2 localisée sur la commune.

L’inventaire des zones naturelles d'intérêt écologique, faunistique et floristique (ZNIEFF) a pour objectif de réaliser une couverture des zones les plus intéressantes sur le plan écologique, essentiellement dans la perspective d’améliorer la connaissance du patrimoine naturel national et de fournir aux différents décideurs un outil d’aide à la prise en compte de l’environnement dans l’aménagement du territoire.
Une ZNIEFF de type 2 est recensée sur la commune :
l'« ensemble de tulipes et messicoles de Marsolan à la Romieu » (3 318 ha), couvrant 6 communes du département.

## Urbanisme

### Typologie
Au 1er janvier 2024, Terraube est catégorisée commune rurale à habitat très dispersé, selon la nouvelle grille communale de densité à sept niveaux définie par l'Insee en 2022.
Elle est située hors unité urbaine. Par ailleurs la commune fait partie de l'aire d'attraction de Lectoure, dont elle est une commune de la couronne,. Cette aire, qui regroupe 13 communes, est catégorisée dans les aires de moins de 50 000 habitants,.

### Occupation des sols
L'occupation des sols de la commune, telle qu'elle ressort de la base de données européenne d’occupation biophysique des sols Corine Land Cover (CLC), est marquée par l'importance des territoires agricoles (95,3 % en 2018), une proportion sensiblement équivalente à celle de 1990 (95,8 %). La répartition détaillée en 2018 est la suivante : 
terres arables (83,1 %), zones agricoles hétérogènes (12,2 %), forêts (4,7 %). L'évolution de l’occupation des sols de la commune et de ses infrastructures peut être observée sur les différentes représentations cartographiques du territoire : la carte de Cassini (XVIIIe siècle), la carte d'état-major (1820-1866) et les cartes ou photos aériennes de l'IGN pour la période actuelle (1950 à aujourd'hui).

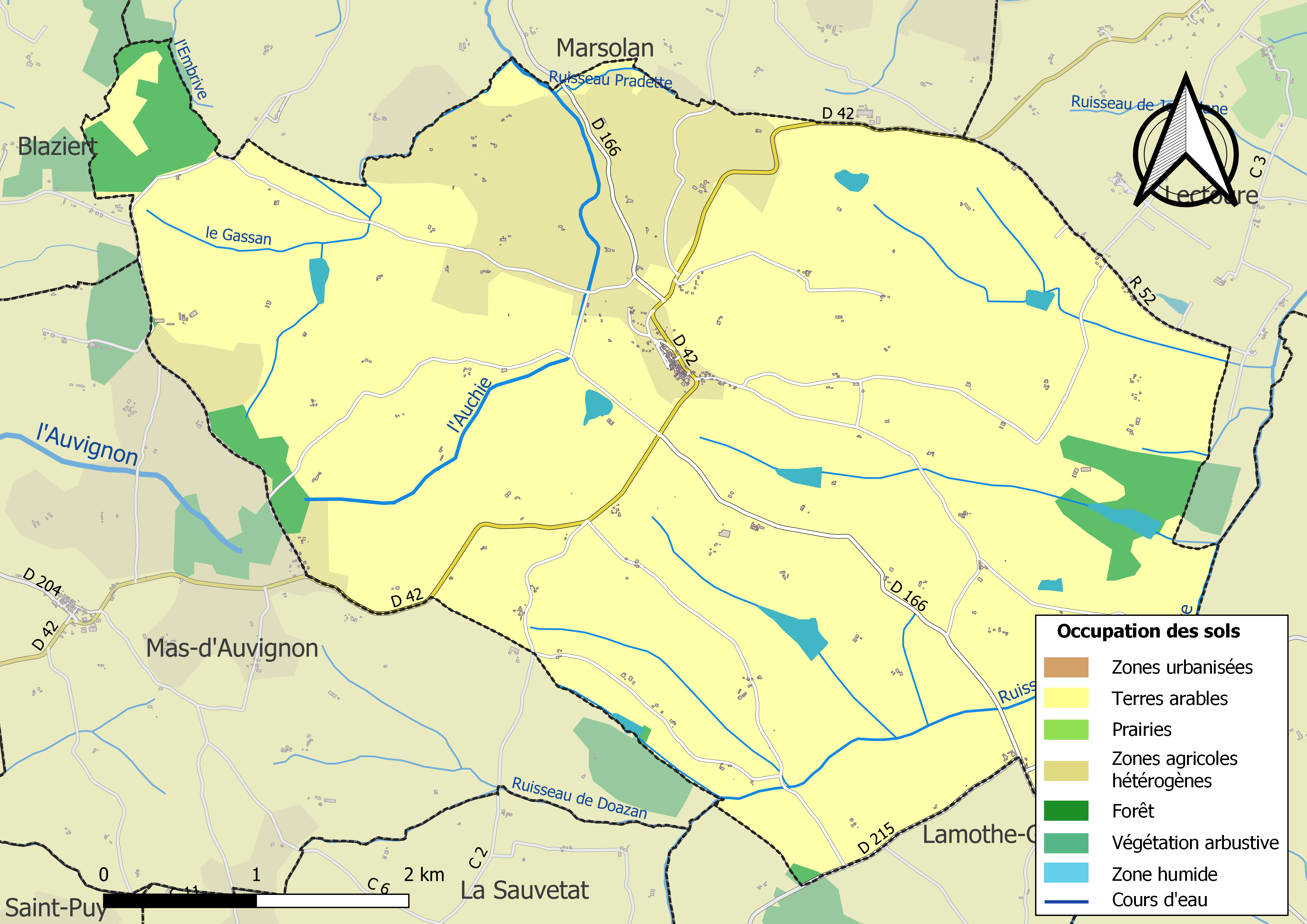
Carte des infrastructures et de l'occupation des sols de la commune en 2018 (CLC).

### Risques majeurs
Le territoire de la commune de Terraube est vulnérable à différents aléas naturels : météorologiques (tempête, orage, neige, grand froid, canicule ou sécheresse) et séisme (sismicité très faible). Un site publié par le BRGM permet d'évaluer simplement et rapidement les risques d'un bien localisé soit par son adresse soit par le numéro de sa parcelle.

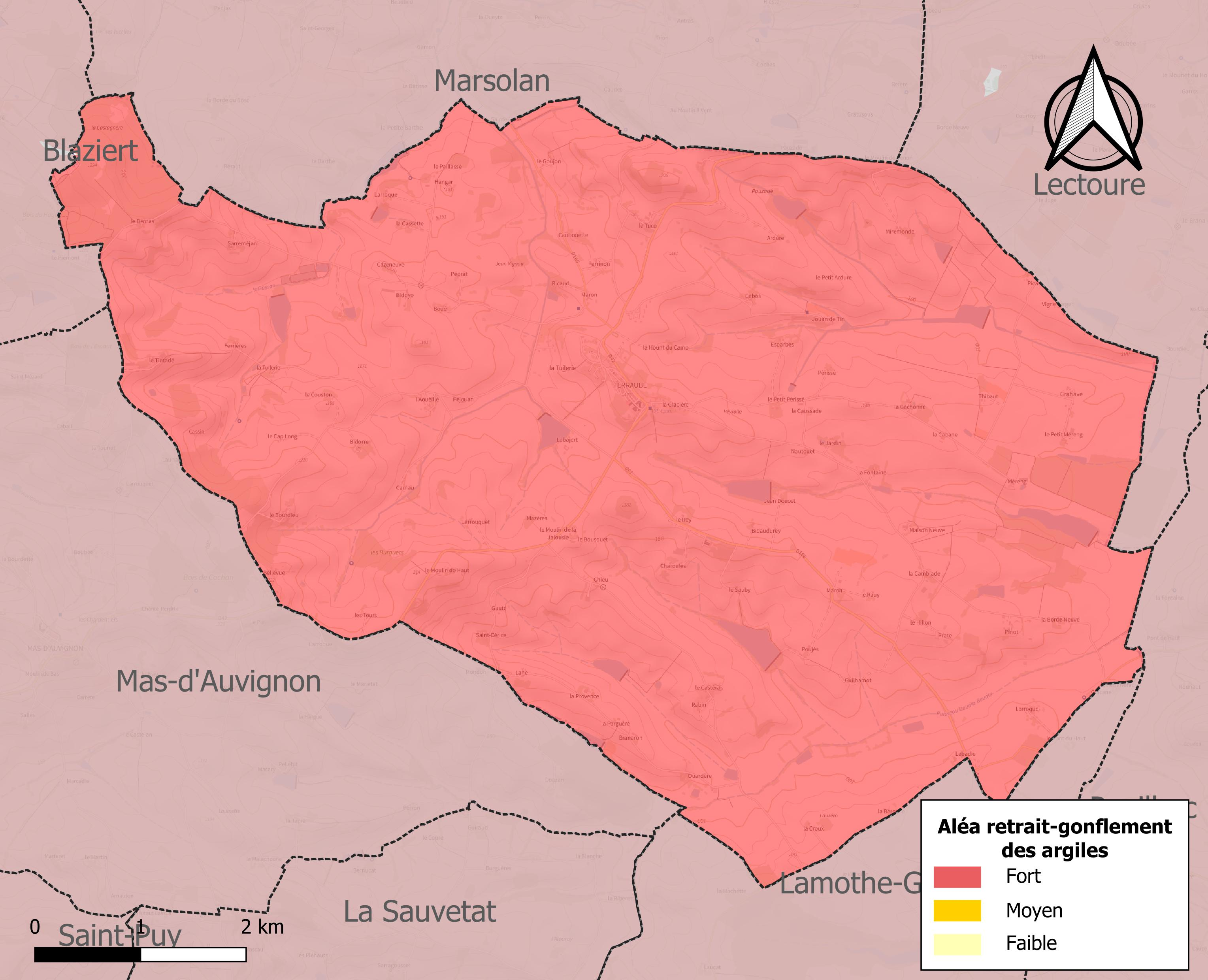
Carte des zones d'aléa retrait-gonflement des sols argileux de Terraube.

Le retrait-gonflement des sols argileux est susceptible d'engendrer des dommages importants aux bâtiments en cas d’alternance de périodes de sécheresse et de pluie. La totalité de la commune est en aléa moyen ou fort (94,5 % au niveau départemental et 48,5 % au niveau national). Sur les 210 bâtiments dénombrés sur la commune en 2019, 210 sont en aléa moyen ou fort, soit 100 %, à comparer aux 93 % au niveau départemental et 54 % au niveau national. Une cartographie de l'exposition du territoire national au retrait gonflement des sols argileux est disponible sur le site du BRGM,.
Par ailleurs, afin de mieux appréhender le risque d’affaissement de terrain, l'inventaire national des cavités souterraines permet de localiser celles situées sur la commune.
La commune a été reconnue en état de catastrophe naturelle au titre des dommages causés par les inondations et coulées de boue survenues en 1999, 2003 et 2009. Concernant les mouvements de terrains, la commune a été reconnue en état de catastrophe naturelle au titre des dommages causés par la sécheresse en 1989, 1992, 1994, 2002, 2003, 2011 et 2016 et par des mouvements de terrain en 1999.

## Histoire
Du latin terra alba, en gascon terra auba, « terre blanche », Terraube est un village de Lomagne, entre Lectoure et Fleurance. Le village avec son château fort domine les champs qui l'entourent.
Pendant les guerres de religion,Blaise de Monluc, chef du parti catholique, ayant essuyé quelques désagréments au siège de Lectoure, envoya son fils Peyrot égorger une partie de la garnison protestante qui s'était laissée surprendre dans Terraube. Tous les calvinistes, sans exception, furent passés de sang froid, un par un, au fil de l'épée et jetés dans un puits profond qui fut comblé de leurs cadavres. Il est possible de voir ce puits, témoin de la sauvagerie des hommes. Monluc dit à cette occasion : « Ce fut une très belle despêche de très mauvais garçons ».
Terraube est l'un des derniers villages à célébrer saint Joseph. En 1653, alors que la Grande Peste sévissait au sud de la Loire, les notables prièrent saint Josep, et leur vœu fut exaucé. Depuis, tous les 19 mars, la population porte la statue de saint Joseph à travers le village pour le remercier de les avoir sauvés de l'épidémie. Terraube reste un des seuls villages à faire cette célébration.

## Politique et administration

### Administration municipale
Le nombre d'habitants au recensement de 2017 étant compris entre 100 et 499, le nombre de membres du conseil municipal pour l'élection de 2020 est de 11,.

### Rattachements administratifs et électoraux
Commune faisant partie de l'arrondissement de Condom de la communauté de communes de la Lomagne gersoise et du canton de Lectoure-Lomagne (avant le redécoupage départemental de 2014, Terraube faisait partie de l'ex-canton de Lectoure).

### Liste des maires
| Période                                  | Période   | Identité                  | Étiquette | Qualité |
| ---------------------------------------- | --------- | ------------------------- | --------- | --- |
| avant 1941                               | ?         | Henri Belliard            |           | Propriétaire du château de Sauby, exploitant, Président de la Fédération des syndicats d'élevage Nommé membre de la Commission administrative départementale du Gers en 1941 |
| ?                                        | ?         | Hector de Galard Terraube |           | Agriculteur |
| avant 1995                               | ?         | Max Runel-Belliard        | DVD       | |
| mars 2001                                | mars 2014 | Ginette Magri             |           | Agent d'assurances |
| 2014                                     | 2020      | Jean-Laurent Fournel      | DVG       | Agriculteur retraité |
| 2020                                     | En cours  | Pierre Laffargue          |           | Agriculteur sur moyenne exploitation. |
| Les données manquantes sont à compléter. |           |                           |           | |

### Jumelages
- Fortià (Espagne)

## Population et société

### Démographie
L'évolution du nombre d'habitants est connue à travers les recensements de la population effectués dans la commune depuis 1793. Pour les communes de moins de 10 000 habitants, une enquête de recensement portant sur toute la population est réalisée tous les cinq ans, les populations de référence des années intermédiaires étant quant à elles estimées par interpolation ou extrapolation. Pour la commune, le premier recensement exhaustif entrant dans le cadre du nouveau dispositif a été réalisé en 2007.

En 2022, la commune comptait 361 habitants, en évolution de −4,5 % par rapport à 2016 (Gers : +1,04 %, France hors Mayotte : +2,11 %).
| 1793  | 1800  | 1806 | 1821  | 1831  | 1841  | 1846  | 1851  | 1856  |
| ----- | ----- | ---- | ----- | ----- | ----- | ----- | ----- | ----- |
| 1 200 | 1 176 | 907  | 1 184 | 1 138 | 1 062 | 1 033 | 1 015 | 1 024 |

| 1861 | 1866 | 1872 | 1876 | 1881 | 1886 | 1891 | 1896 | 1901 |
| ---- | ---- | ---- | ---- | ---- | ---- | ---- | ---- | ---- |
| 962  | 950  | 908  | 880  | 887  | 828  | 756  | 703  | 669  |

| 1906 | 1911 | 1921 | 1926 | 1931 | 1936 | 1946 | 1954 | 1962 |
| ---- | ---- | ---- | ---- | ---- | ---- | ---- | ---- | ---- |
| 688  | 642  | 606  | 604  | 572  | 544  | 563  | 547  | 520  |

| 1968 | 1975 | 1982 | 1990 | 1999 | 2006 | 2007 | 2012 | 2017 |
| ---- | ---- | ---- | ---- | ---- | ---- | ---- | ---- | ---- |
| 504  | 522  | 500  | 435  | 381  | 388  | 389  | 389  | 372  |

| 2022 | - | - | - | - | - | - | - | - |
| ---- | - | - | - | - | - | - | - | - |
| 361  | - | - | - | - | - | - | - | - |

| selon la population municipale des années : | 1968 | 1975 | 1982 | 1990 | 1999 | 2006 | 2009 | 2013 |
| Rang de la commune dans le département      | 63   | 41   | 64   | 64   | 76   | 80   | 82   | 90   |
| Nombre de communes du département           | 466  | 462  | 462  | 462  | 463  | 463  | 463  | 463  |

### Enseignement
Terraube fait partie de l'académie de Toulouse.

### Manifestations culturelles et festivités
Plusieurs événements animent l'année dans le village. Grâce à l'association « les Amis de Terraube », le village célèbre entre autres la Saint-Jean au mois de juin en faisant un feu de joie.
Mais la manifestation principale reste la fête communale. Le 1er week-end de septembre, les bénévoles organisent un concours hippique national ou encore un salon des antiquaires de réputation régionale.

### Activités sportives
Randonnée pédestre, chasse,

## Économie

### Revenus
En 2018  (données Insee publiées en septembre 2021), la commune compte 146 ménages fiscaux, regroupant 353 personnes. La médiane du revenu disponible par unité de consommation est de 19 620 € (20 820 € dans le département).

### Emploi
|                | 2008  | 2013  | 2018  |
| -------------- | ----- | ----- | ----- |
| Commune        | 9,1 % | 7,5 % | 13 %  |
| Département    | 6,1 % | 7,5 % | 8,2 % |
| France entière | 8,3 % | 10 %  | 10 %  |

En 2018, la population âgée de 15 à 64 ans s'élève à 248 personnes, parmi lesquelles on compte 74 % d'actifs (61 % ayant un emploi et 13 % de chômeurs) et 26 % d'inactifs,. Depuis 2008, le taux de chômage communal (au sens du recensement) des 15-64 ans est supérieur à celui de la France et du département.
La commune fait partie de la couronne de l'aire d'attraction de Lectoure, du fait qu'au moins 15 % des actifs travaillent dans le pôle,. Elle compte 83 emplois en 2018, contre 80 en 2013 et 73 en 2008. Le nombre d'actifs ayant un emploi résidant dans la commune est de 154, soit un indicateur de concentration d'emploi de 53,6 % et un taux d'activité parmi les 15 ans ou plus de 58 %.
Sur ces 154 actifs de 15 ans ou plus ayant un emploi, 46 travaillent dans la commune, soit 30 % des habitants. Pour se rendre au travail, 85,6 % des habitants utilisent un véhicule personnel ou de fonction à quatre roues, 2 % les transports en commun, 2 % s'y rendent en deux-roues, à vélo ou à pied et 10,4 % n'ont pas besoin de transport (travail au domicile).

### Activités hors agriculture

#### Secteurs d'activités
41 établissements sont implantés  à Terraube au 31 décembre 2019. Le tableau ci-dessous en détaille le nombre par secteur d'activité et compare les ratios avec ceux du département,.
| Secteur d'activité                                                                                        | Commune | Commune | Département |
| Secteur d'activité                                                                                        | Nombre  | %       | %           |
| --- | ------- | ------- | ----------- |
| Ensemble                                                                                                  | 41      |         |             |
| Industrie manufacturière, industries extractives et autres                                                | 8       | 19,5 %  | (12,3 %)    |
| Construction                                                                                              | 8       | 19,5 %  | (14,6 %)    |
| Commerce de gros et de détail, transports, hébergement et restauration                                    | 12      | 29,3 %  | (27,7 %)    |
| Information et communication                                                                              | 1       | 2,4 %   | (1,8 %)     |
| Activités immobilières                                                                                    | 2       | 4,9 %   | (5,2 %)     |
| Activités spécialisées, scientifiques et techniques et activités de services administratifs et de soutien | 5       | 12,2 %  | (14,4 %)    |
| Administration publique, enseignement, santé humaine et action sociale                                    | 4       | 9,8 %   | (12,3 %)    |
| Autres activités de services                                                                              | 1       | 2,4 %   | (8,3 %)     |

Le secteur du commerce de gros et de détail, des transports, de l'hébergement et de la restauration est prépondérant sur la commune puisqu'il représente 29,3 % du nombre total d'établissements de la commune (12 sur les 41 entreprises implantées  à Terraube), contre 27,7 % au niveau départemental.

#### Entreprises et commerces
L'entreprise ayant son siège social sur le territoire communal qui génère le plus de chiffre d'affaires en 2020 est : 
- Lavive Elagage, services d'aménagement paysager (86 k€)

### Agriculture
La commune est dans le « Haut-Armagnac », une petite région agricole occupant le centre du département du Gers. En 2020, l'orientation technico-économique de l'agriculture  sur la commune est l'exploitation de grandes cultures (hors céréales et oléoprotéagineuses).
|               | 1988  | 2000  | 2010  | 2020  |
| ------------- | ----- | ----- | ----- | ----- |
| Exploitations | 49    | 36    | 26    | 26    |
| SAU (ha)      | 2 195 | 2 028 | 2 104 | 2 002 |

Le nombre d'exploitations agricoles en activité et ayant leur siège dans la commune est passé de 49 lors du recensement agricole de 1988  à 36 en 2000 puis à 26 en 2010 et enfin à 26 en 2020, soit une baisse de 47 % en 32 ans. Le même mouvement est observé à l'échelle du département qui a perdu pendant cette période 51 % de ses exploitations,. La surface agricole utilisée sur la commune a également diminué, passant de 2 195 ha en 1988 à 2 002 ha en 2020. Parallèlement la surface agricole utilisée moyenne par exploitation a augmenté, passant de 45 à 77 ha.

## Culture locale et patrimoine

### Lieux et monuments

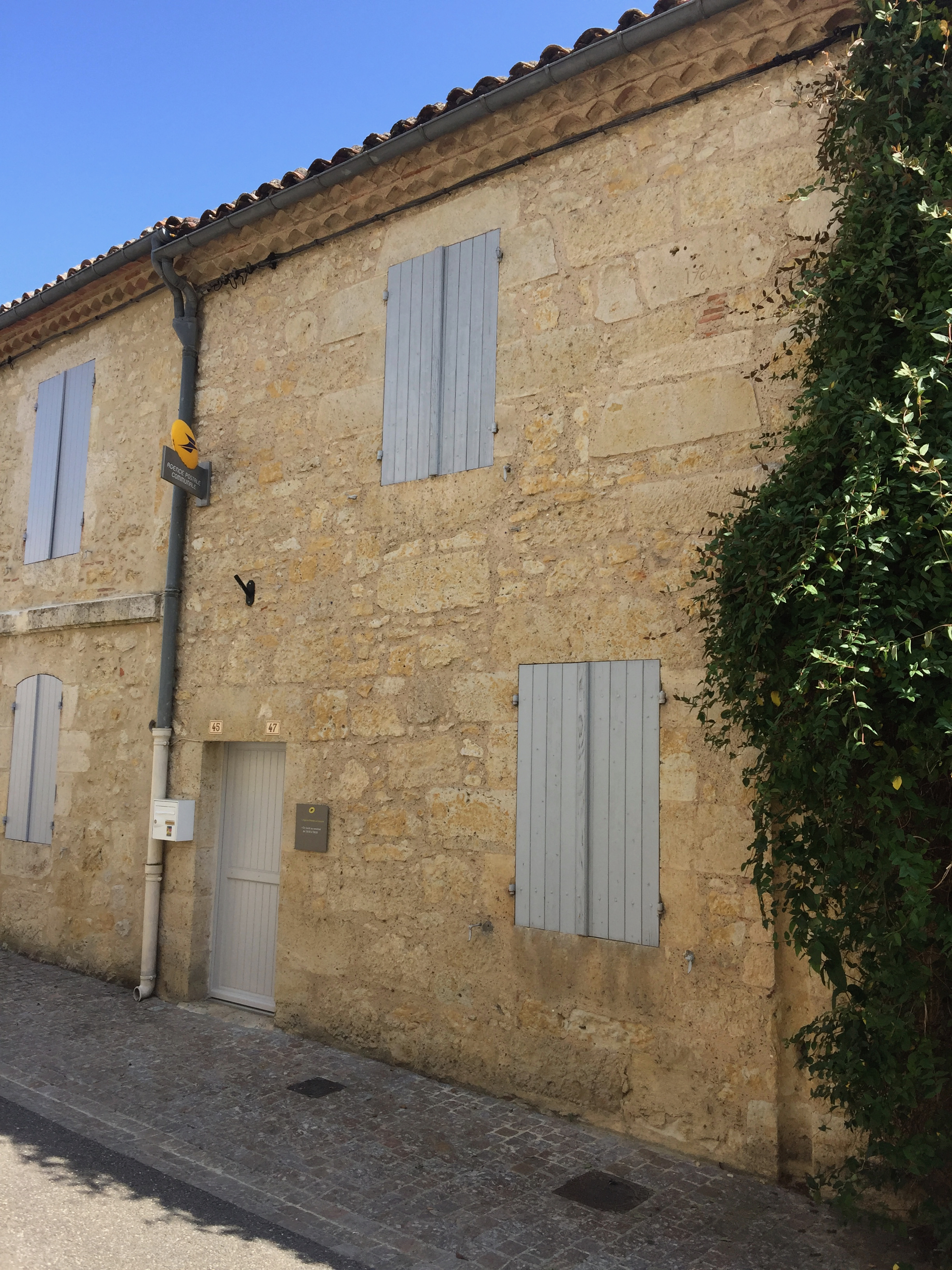
La Poste, Terraube

- Le château de Terraube, typique « château gascon » à l'origine, date du XIIIe siècle. Depuis sa construction, il appartient aux ducs mérovingiens de Gascogne. En effet, c'est la famille de Galard qui possède le monument. Il s'est transmis de génération en génération et donne une certaine renommée au village de Terraube.
- Le village possède également une église placée au centre du village. L'église Notre-Dame-de-la-Nativité est de style classique et présente une façade à fronton. À l'intérieur, une ample nef du XVIIe siècle abrite un imposant retable en marbre blanc, un autel d'époque Louis XVI.

L'édifice est célèbre pour son orgue, l'un des plus prestigieux de France. L'orgue a été construit en 1983 et 1984 par Alain Leclère dans un esprit classique.

### Personnalités liées à la commune
La famille de Galard est propriétaire du château depuis sa construction, les Galard se sont transmis le monument de génération en génération. Cette famille est composée de marquis et de vicomtes.
- Maison de Rohan-Chabot
- Hector de Galard de Brassac (vers 1425-1474 ou 1475) : officier né à Terraube ;
- Jean Belliard (1800-1891) : homme politique mort à Terraube.

### Héraldique
| Blason | Blasonnement : D'argent à la tarière de sable emmanchée de gueules. |